# 曹俊 (立法委员)
曹俊（1918年—1971年11月11日），號為章，男，江苏宝山人，中华民国政治人物。民國39年（1950年）在上海市選區遞補當選第一屆立法委員。

## 生平
江蘇省立上海中學畢業。
私立上海法學院畢業。
中央幹部學校一基畢業。
三民主義青年團上海支團部書記、青年團中央幹事會幹事。
中國國民黨第六屆中央委員。
中國國民黨上海市黨部副主任委員。
上海市臨時參議會暨上海市議會議員。
民國60年11月11日病故。